# Lycée Rochambeau
 (novembre 2023).
Si vous disposez d'ouvrages ou d'articles de référence ou si vous connaissez des sites web de qualité traitant du thème abordé ici, merci de compléter l'article en donnant les références utiles à sa vérifiabilité et en les liant à la section « Notes et références ».
Le Rochambeau The French International School of Washington DC est une école française internationale de droit privé américain situé à Bethesda, dans la banlieue résidentielle de la capitale fédérale Washington aux États-Unis.
Quand l'établissement fut créé en 1955, il prit d'abord le nom d’École française internationale, puis de Lycée Rochambeau et enfin de Rochambeau The French International School, en l'honneur du lieutenant général Jean-Baptiste-Donatien de Vimeur de Rochambeau.
L'établissement est administré par la fondation du lycée français international de Washington régie par la législation américaine. Il est conventionné avec l'Agence pour l'enseignement français à l'étranger (AEFE) qui y délègue des personnels détachés de l'Éducation nationale française.
L'établissement est divisé en trois campus :
- Bradley : maternelle  (dès 2 ans avec la Toute Petite Section a la Grande section 5 ans)
- Rollingwood : élémentaire ;
- Forest Road : secondaire.

Rochambeau The French International School accueille environ 1 100 élèves, de plus de cinquante nationalités, depuis la maternelle jusqu'aux classes de terminale. L'enseignement donné suit les programmes du ministère de l'Éducation nationale. L'établissement assure un enseignement préélémentaire, élémentaire et secondaire, de l'école maternelle au baccalauréat du second degré. 

## Anciens élèves
- Juan Urdangarin y de Borbón (né en 1999)